# Nils-Erik Sandberg
Ej att förväxla med journalisten och författaren Nils-Eric Sandberg.
Nils-Erik Edvard Sandberg, född 28 september 1939, är en svensk bordtennisledare och företagsledare inom petroleumbranschen.
Nils-Erik Sandberg har varit marknadschef på Stim, verkställande direktör i Hydrocarbon International AB (HCI) och Grauten Oil AB samt styrelseledamot i bl.a. International Petroleum Corporation (IPC), Lundingruppens ursprungliga oljebolag. HCI och Grauten Oil sammanslogs 1993 med Sands Petroleum (f.d. IPC) för att senare forma Lundin Oil,  föregångaren till Lundin Petroleum. Nils-Erik Sandberg var skolkamrat med grundaren, Adolf H. Lundin. Denna branscherfarenhet gör honom enligt Aktiespararna till en av Sveriges största experter vad gäller kunskap om noterade oljebolag.
Nils-Erik Sandberg är bosatt i Spånga och gift med Sally (född Kyong Soon Kim) och har två söner, Tim och Erik, födda 1984 och 1986. Familjen har en betydande ägarandel i gruvbolaget Semafo, som både prospekterar och utvinner guld i Västafrika. Enligt Svenska Dagbladet uppgick positionen 2011 till cirka 1 procent av bolagets totala värde. I Cassandra Oil AB, som arbetar med en teknik för att utvinna olja ur plast och gamla däck, är han sjunde största ägare.

## Ängby Sportklubb
Nils-Erik Sandberg har länge varit tränare och ordförande i Ängby Sportklubb i västra Stockholm, en klubb mest känd för att ha haft spelare som Jan-Ove Waldner och Mikael Appelgren. Klubbens ungdomar reser över hela världen och största delen av resekostnaderna står klubben för. Ängby SK är en stenrik sportklubb tack vare sina aktieaffärer, då klubben under Nils-Erik Sandbergs ledarskap redan 1968 startade en aktieportfölj. Ledarna skänkte då sina arvoden tillbaka till klubben och av pengarna bildade man en aktieklubb.

## Jordanfonden
Nils-Erik Sandberg är även ordförande i Jordanfonden, en förening för privatspekulerare som startade sin verksamhet 1963 och i dag har ett par hundra medlemmar. Jordanfonden, döpt efter hedersordföranden kung Hussein av Jordanien, är egentligen ingen fond, utan ett informationsnätverk där medlemmar får olika tips på investeringar. Merparten av klubbens rekommendationer rör bolag verksamma inom råvarusektorn. Klubben är kopplad till bordtennisklubben Ängby SK och väljer man att bli medlem i Jordanfonden får man även ett medlemskap i pingisklubben och vice versa. Nils-Erik Sandberg beskriver för Dagens Industri sin investeringsfilosofi så här: ”Jag vill ha koll på ledningen i de bolag där jag investerar. Då vet jag att jag har torrt på fötterna. Det är mycket bättre än att gå in i någon främmande koncern där man inte har en aning om vad som sker bakom kulisserna”.

## Andra uppdrag
- Rådgivare åt Gustavia Fonders aktiefond Gustavia Energi och Råvaror, tidigare Stockpicker JF Commodity/Energy Fund, sedan 2008.[9]
- Rådgivare åt AME UF.
- Styrelseledamot i det kinesiska livsmedelsföretaget Sino Agro Food, Inc. sedan 1 januari 2013.[9]